# Pagothenia brachysoma
Pagothenia brachysoma és una espècie de peix pertanyent a la família dels nototènids.

## Descripció
- Pot arribar a fer 17,2 cm de llargària màxima.
- En vida, és de color marró groguenc amb el dors blau iridescent.
- 4-5 espines i 29-32 radis tous a l'aleta dorsal i 26-30 radis tous a l'anal.
- Presenta sis punts foscos al dors per sota de les aletes dorsals.[6][7][8]

## Alimentació
Menja copèpodes i eufausiacis.

## Hàbitat
És un peix d'aigua marina, pelàgic-oceànic i de clima polar (61°S-79°S) que viu entre 0-429 m de fondària (normalment, entre 0-30).

## Distribució geogràfica
Es troba a l'oceà Antàrtic: l'Antàrtida, incloent-hi el mars de Ross i de Davis, la costa occidental de la península Antàrtica, la Terra de Guillem II i el nord de la península d'Eduard VII.

## Observacions
És inofensiu per als humans.